# Carlos Aceves del Olmo
Carlos Humberto Aceves del Olmo (Ciudad de México; 5 de noviembre de 1940) es un líder sindical mexicano y político, actualmente secretario general del Comité Nacional de la CTM Confederación de Trabajadores de México, es miembro del Partido Revolucionario Institucional. Fue elegido presidente del Congreso del Trabajo en febrero de 2017. Ha sido diputado federal en tres ocasiones y senador de la república en dos.
Es miembro y dirigente de la Confederación de Trabajadores de México, actualmente su secretario general; ha sido en tres ocasiones diputado federal, en representación del XXVIII Distrito Electoral Federal del Distrito Federal a la LVI Legislatura de 1994 a 1997 y plurinominal a la LVIII Legislatura de 2000 a 2003. Ha sido electo Senador por lista nacional para el periodo de 2006 a 2012.